# Luostari

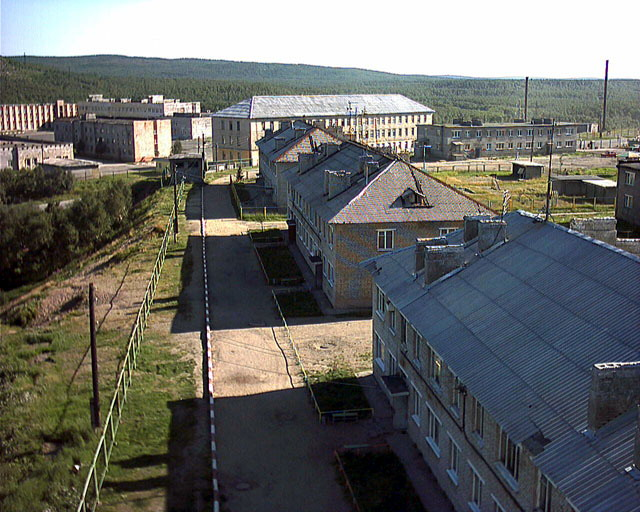
Luostari

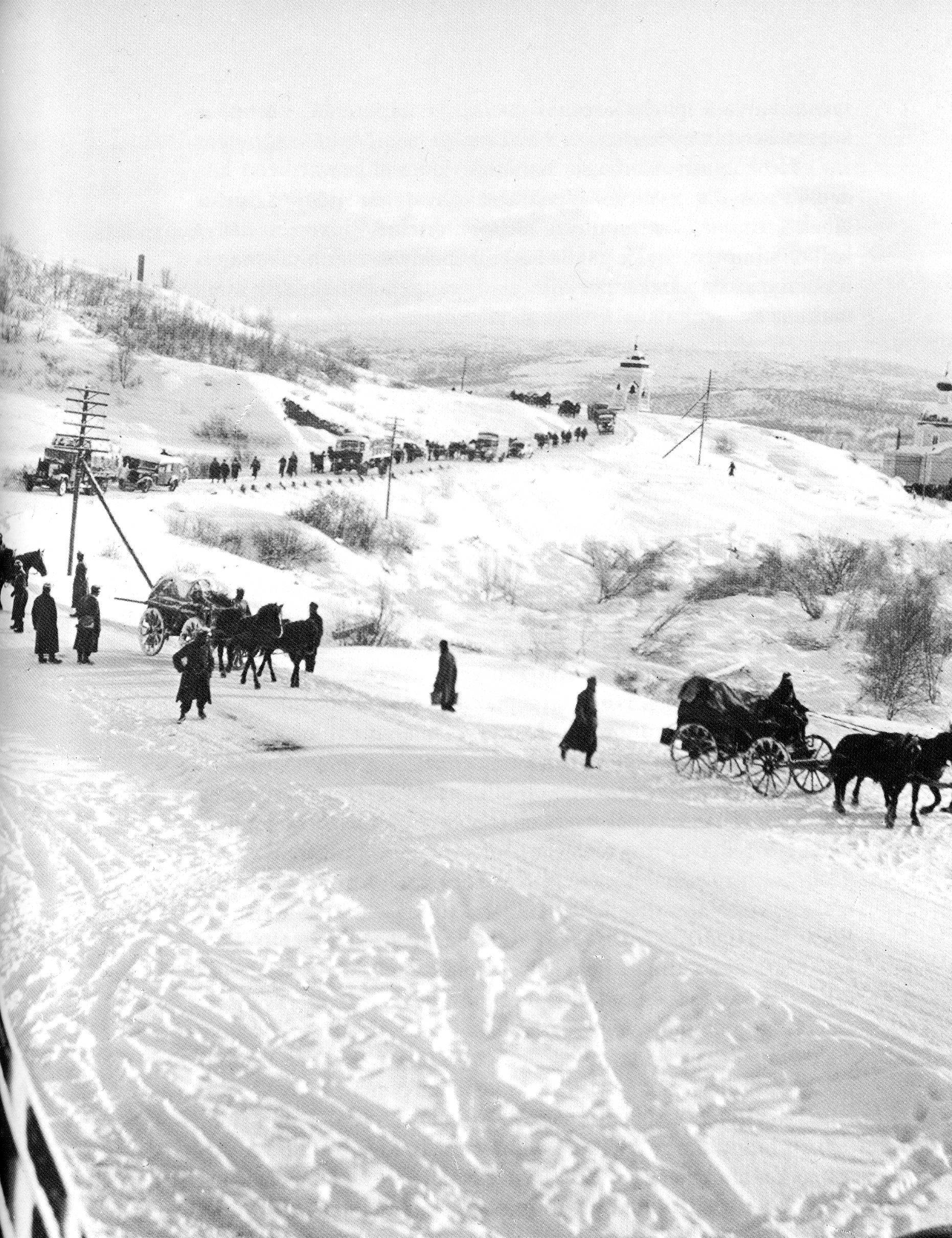
Tyska trupper vid Luostari på väg mot fronten vid Litsaälven och Murmansk i oktober 1941

Luostari (ryska: Луостари, finska: Luostari, "Kloster") är en ort och en järnvägsstation i Petjenga distrikt i Murmansk oblast i Ryssland. Orten hade 2 260 invånare år 2010.
Luostari, vid Petsamoälven, var ursprungligen platsen för det första Petsamoklostret, runt vilket en småort växte upp. Klostret förstördes 1589.
Luostari är också en järnvägsstation på den järnväg som går mellan Murmansk och Petjenga. 
Orten Luostari är granne med militärflygfältet Luostari.